# Hrabovec nad Laborcom
Hrabovec nad Laborcom est un village de Slovaquie situé dans la région de Prešov.

## Histoire
Première mention écrite du village en 1463.

## Démographie

### Évolution de la population
| Année:               | 1994. | 2004.   | 2014.   | 2024.   |
| -------------------- | ----- | ------- | ------- | ------- |
| Nombre de personnes: | 578   | 591     | 538     | 493     |
| Différence:          |       | +2,24 % | -8,96 % | -8,36 % |

| Année:               | 2023. | 2024.  |
| -------------------- | ----- | ------ |
| Nombre de personnes: | 500   | 493    |
| Différence:          |       | -1,4 % |